# Campionat de Moldàvia de ciclisme en ruta

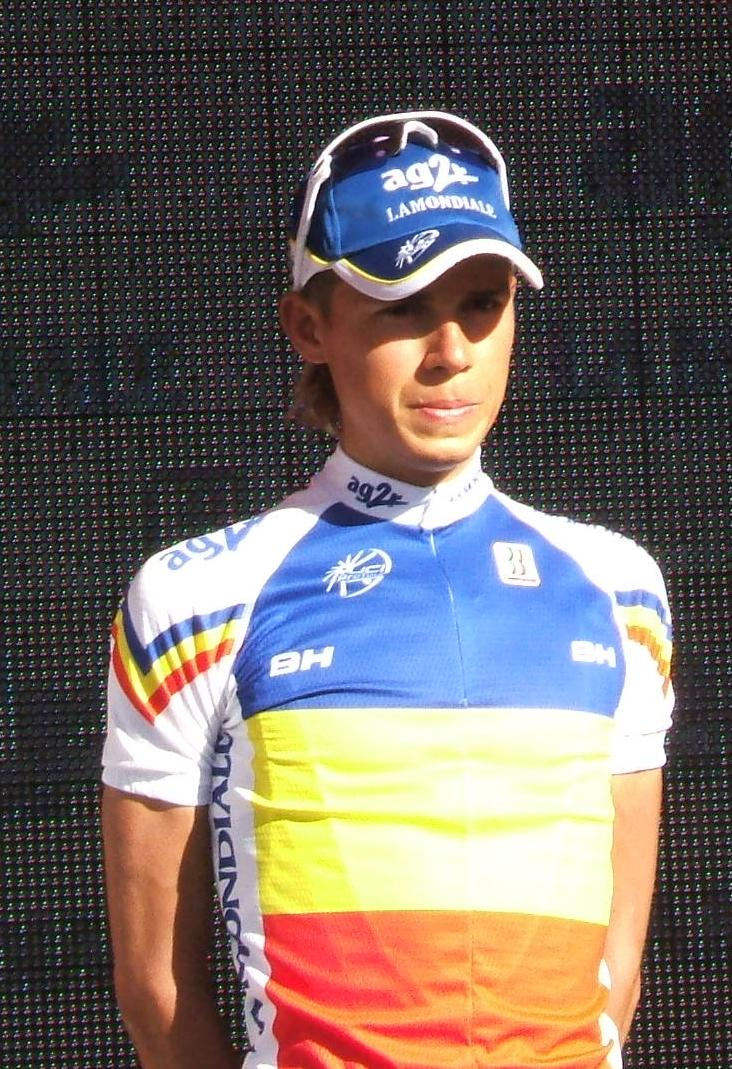
Alexandru Pliușchin amb el mallot de Campió de Moldàvia

El Campionat de Moldàvia de ciclisme en ruta s'organitza anualment des de l'any 1997 per determinar el campió ciclista de Moldàvia en la modalitat.
El títol s'atorga al vencedor d'una única carrera en ruta. El vencedor obté el dret a portar un mallot amb els colors de la bandera moldava fins al campionat de l'any següent quan disputa proves en ruta.

## Palmarès masculí
| Any  | Primer              | Segon               | Tercer            |
| 1997 | Ruslan Ivanov       | Igor Bonciucov      | Igor Pugaci       |
| 1998 | Ruslan Ivanov       | Igor Bonciucov      | Alexei Nazarenco  |
| 1999 | Igor Pugaci         | Dmitri Ciudacov     | Artiom Saraev     |
| 2000 | Ruslan Ivanov       | Igor Pugaci         | Igor Bonciucov    |
| 2001 | Igor Bonciucov      | Igor Pugaci         | Ruslan Ivanov     |
| 2007 | Oleg Berdos         | Sergiu Catan        | Alexandr Braico   |
| 2008 | Alexandr Pliuschin  | Sergiu Cioban       | Oleg Berdos       |
| 2009 | Oleg Berdos         | Alexandr Braico     | Sergiu Catan      |
| 2010 | Alexandr Pliuschin  | Alexandr Braico     | Serghei Tvetcov   |
| 2011 | Alexandr Pliuschin  | Oleg Berdos         | Sergiu Cioban     |
| 2012 | Alexandr Pliuschin  | Sergiu Cioban       | Alexandr Braico   |
| 2013 | Alexandr Braico     | Sergiu Cioban       | Veaceslav Verciuc |
| 2014 | Sergiu Cioban       | Alexandr Braico     | Cristian Raileanu |
| 2015 | Maxim Rusnac        | Cristian Raileanu   | Nichita Lunin     |
| 2016 | Cristian Raileanu   | Maxim Rusnac        | Oleg Bimbash      |
| 2017 | Nicolae Tanovitchii | Maxim Rusnac        | Cristian Raileanu |
| 2018 | Maxim Rusnac        | Nicolae Tanovitchii | Cristian Raileanu |
| 2019 | Cristian Raileanu   | Andrei Vrabii       | Andrei Sobennicov |
| 2020 | Cristian Raileanu   | Vladislav Korotas   | Andrei Sobennicov |
| 2021 | Andrei Sobennicov   | Cristian Raileanu   | Nicolai Bumbu     |

### Palmarès sub-23
| Any  | Primer            | Segon         | Tercer           |
| 2015 | Cristian Raileanu | Nichita Lunin | Andrei Covalciuc |
| 2016 | Andrei Covalciuc  | Nichita Lunin | Dumitru Bumbu    |